# Lista do Patrimônio Mundial no Barém
A Organização das Nações Unidas para a Educação, a Ciência e a Cultura (UNESCO) propôs um plano de proteção aos bens culturais do mundo, através do Comité sobre a Proteção do Património Mundial Cultural e Natural, aprovado em 1972. Esta é uma lista do Patrimônio Mundial existente no Barém, especificamente classificada pela UNESCO e elaborada de acordo com dez principais critérios cujos pontos são julgados por especialistas na área. O Barém, pequeno país insular do golfo Pérsico e uma das mais relevantes nações do mundo árabe contemporâneo, ratificou a convenção em 28 de maio de 1991, tornando seus locais históricos elegíveis para inclusão na lista.
O sítio Qal'at al-Bahrain - Antigo Porto e Capital de Dilmum foi o primeiro local do Barém incluído na lista do Patrimônio Mundial da UNESCO por ocasião da 29ª Sessão do Comitê do Património Mundial, realizada em Durban (África do Sul) em 2005. Desde a mais recente adesão à lista, o Barém totaliza 3 sítios classificados como Patrimônio da Humanidade, sendo todos eles de classificação cultural.

## Bens culturais e naturais
O Barém conta atualmente com os seguintes lugares declarados como Patrimônio da Humanidade pela UNESCO:
| | Qal'at al-Bahrain - Antigo Porto e Capital de Dilmum |
| Bem cultural inscrito em 2005, estendido em 2008 e 2014. |                                                      |
| Localização: Jidafes |                                                      |
| Qal'at al-Bahrain é um típico "tell", ou seja, uma colina artificial com estratos formados por sucessivos assentamentos humanos. A estratigrafia deste monte de 300 x 600 metros atesta a presença humana ininterrupta desde 2.300 anos AC. Até o século XVI da nossa era. Foram realizadas escavações arqueológicas em 25% da superfície do local, o que permitiu descobrir estruturas de construção de vários tipos: residenciais, públicas, comerciais, religiosas e militares. Todos eles testemunham a importação deste porto comercial ao longo dos séculos. No topo da colina de 12 metros de altura ergue-se uma impressionante fortaleza ("qal'a" em árabe) construída pelos portugueses, que deu o nome ao local. A capital Dilmum, país onde floresceu uma das mais importantes civilizações antigas da região, floresceu neste "contar". Nele estão os mais abundantes e valiosos vestígios dessa civilização descobertos até hoje, que até as escavações contemporâneas só eram conhecidos por alusões em fontes escritas sumérias. (UNESCO/BPI) |                                                      |

| | Indústria perlífera tradicional, testemunho de uma economia insular |
| Bem cultural inscrito em 2012. |                                                                     |
| Localização: Manama / Muarraque |                                                                     |
| O local compreende dezessete edifícios na cidade de Muarraque, três margens marinhas de ostras, uma área litorânea e a fortaleza Qal'at Bu Mahir, localizada no extremo sul da ilha de Muarraque, de onde os navios partiam para as margens dos ostras. Este local é o último vestígio cultural completo da tradicional indústria de pérolas que foi uma importante fonte de prosperidade para a região do Golfo entre o século 2 e o início do século 20, até que o Japão começou a desenvolver o cultivo de ostras de pérolas. O local é também um exemplo notável da tradicional exploração dos recursos marinhos, bem como da interação entre o homem e o meio ambiente que moldou a economia e a identidade cultural da sociedade da ilha. (UNESCO/BPI) |                                                                     |

| | Túmulos da Cultura Dilmum |
| Bem cultural inscrito em 2019. |                           |
| Localização: Al Mintaqah al Gharbiyah / Ar Rifa'wa al Mintaqah al Janubiyah |                           |
| Construídas no período de 2200-1750 aC, as tumbas da cultura Dilmun abrangem um total de 21 sítios arqueológicos localizados na parte oeste da ilha principal deste país. Seis desses locais são necrópoles que abrigam entre algumas dezenas e vários milhares de túmulos, totalizando 11.774 sepulturas cujas construções originais tinham a forma de baixas torres cilíndricas. Os quinze locais restantes contêm 17 tumbas reais construídas na forma de torres de duas camadas. Todas essas tumbas são um testemunho da civilização Dilmum primitiva que floresceu por volta do segundo milênio aC, uma época em que o Barém se tornou uma próspera encruzilhada comercial, levando ao surgimento de um complexo sistema tradicional de sepultamento para toda a sua população. Devido ao seu número, densidade e magnitude, bem como à existência de peculiares câmaras mortuárias equipadas com nichos, esses túmulos apresentam características únicas do gênero no mundo. (UNESCO/BPI) |                           |

## Lista Indicativa
Em adição aos sítios inscritos na Lista do Patrimônio Mundial, os Estados-membros podem manter uma lista de sítios que pretendam nomear para a Lista de Patrimônio Mundial, sendo somente aceitas as candidaturas de locais que já constarem desta lista. Desde 2019, o Barém possui seis locais na sua Lista Indicativa.
| Sítio            | Imagem | Local  | Ano  | Dados UNESCO | Descrição |
| ---------------- | ------ | ------ | ---- | ------------ | --- |
| Túmulos de Hamad |        | Hadade | 2001 | Cultural     | A propriedade indicada consiste num conjunto de montes tumulares de calcário que chegam a 4 metros de altura. Todos os túmulos cobrem uma câmara funerária retangular central, construída com blocos brutos de pedra calcária e coberta por lajes do mesmo material. |
| Templo de Barbar |        | Norte  | 2001 | Cultural     | O Templo de Barbar é o maior templo escavado no Barém, sendo um complexo arquitetônico formado por três templos de diferentes dimensões construídos sucessivamente no mesmo local. Os dois primeiros templos possuíam uma plataforma central acima de uma plataforma oval externa, uma característica arquitetônica comparável aos templos sumérios. Os Templos de Barbar, construídos no terceiro e segundo milênios a.C., estão entre os mais notáveis vestígios arquitetônicos do mundo antigo sem equivalentes na região. |